# Colin Ayre
Colin Ayre (Ashington, 14 maart 1956 – Morpeth, 10 september 2023) was een Engels profvoetballer die als aanvaller voor Telstar speelde.

## Carrière
Colin Ayre speelde in de jeugd en de reserves van Newcastle United, waar hij nooit in het eerste elftal speelde. In 1975 vertrok hij na een testperiode naar Telstar, waar hij één seizoen speelde. Gedurende het seizoen woonde hij een korte tijd bij Telstar-fan Jack Spijkerman in huis. Ayre maakte zijn eredivisiedebuut op 17 augustus 1975, in de met 5-1 gewonnen uitwedstrijd tegen Excelsior. In deze debuutwedstrijd scoorde hij twee keer, maar deze vorm hield hij niet lang vol. In de rest van het seizoen scoorde hij maar één keer en kwam niet veel meer in actie. Na dit seizoen vertrok hij weer naar Engeland waar hij voor Torquay United en Ashington A.F.C. speelde. Hierna keerde hij weer terug naar Telstar, wat inmiddels in de eerste divisie speelde. Hij speelde hier twee seizoenen en vertrok daarna naar Oostenrijk, waar hij voor Wacker Innsbruck en Raika Innsbruck speelde.
Na zijn professionele voetbalcarrière runde hij een krantenwinkel in Morpeth. Hij overleed daar in het ziekenhuis op 67-jarige leeftijd. 